# Taurotragus
A Taurotragus az emlősök (Mammalia) osztályának párosujjú patások (Artiodactyla) rendjébe, ezen belül a tülkösszarvúak (Bovidae) családjába és a tulokformák (Bovinae) alcsaládjába tartozó nem.

## Leírásuk
A molekuláris törzsfejlődés szerint a Taurotragus-fajok néha a Tragelaphus nemnek részei. Dr. Theodor Haltenorth német emlősszakértő szerint eme emlősnem két élő faja valójában egy fajt alkot, azonban ezzel a biológusok többsége nem ért egyet. A Taurotragus emlősnem egyik ősi képviselője, a Taurotragus arkelli Tanzánia északi részén jelent meg, a pleisztocén korban. A két ma élő faj körülbelül 1,6 millió évvel ezelőtt vált ketté.

## Rendszerezés
A nembe az alábbi 2 élő faj és 2 fosszilis faj tartozik:
- †Taurotragus arkelli Leakey, 1965
- óriás jávorantilop (Taurotragus derbianus) (J. E. Gray, 1847)[5]
- †Taurotragus maroccanus Arambourg, 1939
- jávorantilop (Taurotragus oryx) (Pallas, 1766) - típusfaj[6]

### Fordítás
- Ez a szócikk részben vagy egészben  a   Taurotragus című angol Wikipédia-szócikk ezen változatának fordításán alapul.  Az eredeti cikk szerkesztőit annak laptörténete sorolja fel. Ez a jelzés csupán a megfogalmazás eredetét és a szerzői jogokat jelzi, nem szolgál a cikkben szereplő információk forrásmegjelöléseként.
- Ez a szócikk részben vagy egészben  a   Tragelaphini#The_fossil_record című angol Wikipédia-szócikk ezen változatának fordításán alapul.  Az eredeti cikk szerkesztőit annak laptörténete sorolja fel. Ez a jelzés csupán a megfogalmazás eredetét és a szerzői jogokat jelzi, nem szolgál a cikkben szereplő információk forrásmegjelöléseként.